# Sacachispas (película)
Sacachispas es una película argentina de cine sonoro estrenada el 12 de abril de 1950 en el cine Normandie de Buenos Aires. Fue dirigida por Jerry Gómez y protagonizada por Armando Bó, Arturo Arcari y Paul Ellis. El guion está realizado por Borocotó (Lorenzo), un famoso periodista deportivo uruguayo radicado en Argentina, quien además fue el fundador del Sacachispas Fútbol Club.
La película retoma el tema futbolístico tratado en Pelota de trapo, hito del cine argentino, también actuada por Armando Bó, cuyo guion fue corealizado por Jerry Gómez (director aquí) sobre argumentos de Borocotó.

## Reparto
- Armando Bó
- Norma Giménez
- Oscar Valicelli
- Rodolfo Zenner
- Isabel Figlioli
- Paul Ellis
- Elisa del Carril
- Alfredo Marino
- Jorge Doval
- Arturo Arcari
- Juan Carlos Tello